# Glasenbach
Glasenbach ist ein Dorf und eine Ortschaft in der Gemeinde Elsbethen mit 1631 Einwohnern (Stand 1. Jänner 2024) im Bezirk Salzburg-Umgebung im Salzburger Land in Österreich.
Die Kaserne Glasenbach wurde ab 1938 errichtet und 1960 in Rainerkaserne umbenannt.
Das umgangssprachlich so genannte Lager Glasenbach (offiziell Camp Marcus W. Orr) befand sich nicht dort, sondern gegenüber der Salzach im Stadtgebiet von Salzburg. Es wurde von der Kaserne Glasenbach aus verwaltet.

## Geographische Lage
Glasenbach liegt unmittelbar an der Stadtgrenze von Salzburg.

## Verkehr

### Straßen
Das Dorf liegt an der Halleiner Landesstraße bzw. an der Hellbrunner Straße.

### Öffentlicher Verkehr
| Haltestelle              | Linien                                                                      |
| ------------------------ | --------------------------------------------------------------------------- |
| Ursulinen                | Obus-Linie 7 Regionalbuslinie 160                                           |
| Elsbethen Glasenbach     | Obus-Linie 7 Regionalbuslinie 160 Regionalbuslinie 165                      |
| Elsbethen Kaindlweberweg | Obus-Linie 7 Regionalbuslinie 165                                           |
| Salzburg Süd             | S-Bahn-Linie S3 Obus-Linie 3 Obus-Linie 7 Obus-Linie 8 Regionalbuslinie 165 |